# Kolbäck
Kolbäck est une localité située dans la municipalité de Hallstahammar, comté de Västmanland, en Suède. Elle compte 1 951 habitants en 2010.